# William Ross MacLean
Pour les articles homonymes, voir William MacLean et MacLean.
William Ross MacLean (6 février 1872-22 juin 1931) est un homme politique canadien de la Colombie-Britannique. Il est député provincial conservateur de la circonscription britanno-colombienne de Nelson City de 1912 à 1916.
MacLean meurt à Nelson en juin 1931 à l'âge de 59 ans.